# SV Franckviertel Linz
SV Franckviertel Linz – austriacki klub piłkarski, mający siedzibę w mieście Linz, na północy kraju. Obecnie gra w 2. Klasse Mitte.

## Historia
Chronologia nazw:
- 1920: ASK Sparta Linz
- 1954: SV Stickstoff Linz
- 1973: SV Chemie Linz
- 2017: SV Franckviertel Linz

Klub sportowy ASK Sparta Linz został założony w miejscowości Linz w 1920 roku. W sezonie 1921/22 zespół debiutował w Oberösterreicher 1. Klasse, w której grał do 1925 roku. Potem grał w niższych ligach regionalnych mistrzostw Górnej Austrii. Po zakończeniu II wojny światowej klub kontynuował grę na drugim poziomie w Oberösterreicher Gruppe A (D2). Zajęcie drugiego miejsca w Landesliga Oberösterreich (D2) w sezonie 1949/50 pozwoliło klubowi awansować do Staatsligi B, która została wprowadzona w 1950 roku jako drugi poziom ligowy. W 1952 spadł z powrotem do Landesligi Oberösterreich (D3). W 1954 zmienił nazwę na SV Stickstoff Linz. W 1956 po wygraniu Landesligi Oberösterreich potem zwyciężył w meczach playoff (5:0, 3:4) SV Mattersburg i wrócił do Staatsligi B. Po zakończeniu sezonu 1958/59 Staatsliga B została rozwiązana, natomiast wprowadzono 4 ligi – Regionalliga Ost, Regionalliga Mitte, Tauernliga, Arlbergliga. Klub po zajęciu trzeciej pozycji został zakwalifikowany do Regionalliga Mitte. W następnym sezonie 1959/60 został mistrzem ligi, zdobywając historyczny awans do Staatsligi. Debiutowy sezon 1960/61 na najwyższym poziomie zakończył na 9.miejscu i pozostał tam na kolejne trzy lata. W 1964 klub spadł do Regionalliga Mitte. Po zakończeniu sezonu 1972/73, w którym zajął czwarte miejsce, klub niespodziewanie zrezygnował z dalszych rozgrywek w trzeciej lidze i został reorganizowany. Jako SV Chemie Linz startował w następnym sezonie w najniższej lidze Górnej Austrii, zwanej 3. Klasse Mitte (D8). Potem nastąpiła seria 5 tytułów mistrzowskich z rzędu oraz awans do 1. Landesligi Oberösterreich (D3) w roku 1979. W 1980 status 1. Landesligi został obniżony do IV poziomu. Jednak w Landeslidze szczęście opuściło klub – pięć razy z rzędu, zajmował drugie miejsce. Dopiero w sezonie 1986/87 zdobył mistrzostwo w lidze, jednak potem w turnieju playoff do drugiej ligi zajął tylko trzecie miejsce w grupie Mitte. Dwa lata później znów został mistrzem 1. Landesligi Oberösterreich, ale potem w turnieju playoff do drugiej ligi zajął drugie miejsce w grupie Mitte. Następnie klub wycofał się z mistrzostw i skoncentrował się na szkoleniu młodzieży. Dopiero od 2003 roku klub był reprezentowany w 2. Liga Mitte Nord (D8). 4 grudnia 2017 roku nazwa klubu została zmieniona na SV Franckviertel Linz. Nadal gra w Bezirksliga Ost.

## Barwy klubowe, strój
|  |  |

Klub ma barwy czerwono-niebieskie. Zawodnicy domowe spotkania zazwyczaj grają w niebieskich koszulkach, czarnych spodenkach oraz niebieskich getrach.

## Sukcesy

### Trofea międzynarodowe
Nie uczestniczył w rozgrywkach europejskich (stan na 31-05-2019).

### Trofea krajowe
| \| \| Zdobyte trofea w rozgrywkach Austrii (stan na: 31-05-2019) \| |                                                            |      |                           |
| Rozgrywki                                                           | Osiągnięcie                                                | Razy | Sezon(y)                  |
| · Mistrzostwo                                                       | I miejsce                                                  | 0    |                           |
| · Mistrzostwo                                                       | II miejsce                                                 | 0    |                           |
| · Mistrzostwo                                                       | III miejsce                                                | 0    |                           |
| · Mistrzostwo                                                       | 8.miejsce                                                  | 1    | 1961/62                   |
| Puchar                                                              | zdobywca                                                   | 0    |                           |
| Puchar                                                              | finalista                                                  | 0    |                           |
| Puchar                                                              | półfinalista                                               | 1    | 1959/60                   |
| II liga                                                             | I miejsce                                                  | 1    | 1959/60                   |
| II liga                                                             | II miejsce                                                 | 2    | 1949/50, 1964/65          |
| II liga                                                             | III miejsce                                                | 3    | 1946/47, 1957/58, 1958/59 |
| Austria                                                             | Zdobyte trofea w rozgrywkach Austrii (stan na: 31-05-2019) |      |                           |

- Landesliga Oberösterreich (D3):
  - mistrz (1x): 1955/56
  - wicemistrz (2x): 1954/55, 1979/80

## Poszczególne sezony

### Rozgrywki międzynarodowe

#### Europejskie puchary
Nie uczestniczył w rozgrywkach europejskich.

### Rozgrywki krajowe
| \| Austria \| Bilans występów klubu w rozgrywkach piłkarskich Austrii (Stan na 31 maja 2019 r.) \| \| | |        |       |   |   |   |    |    |     |                                 |        |        |      |
| Poziom                                                                                                | Rozgrywki | Sezony | Mecze | Z | R | P | B+ | B– | Pkt | Lata                            | Awanse | Spadki | Naj. |
| I | Staatsliga A | 4      |       |   |   |   |    |    |     | 1960–1964                       | 0      | 1      | 8    |
| II | Oberösterreicher Gruppe A/ Oberösterreicher 1. Klasse/ Landesliga Oberösterreich/ Staatsliga B/ Regionalliga Mitte | 20     |       |   |   |   |    |    |     | 1945–1952, 1956–1960, 1964–1973 | 1      | 2      | 1    |
| III                                                                                                   | Landesliga Oberösterreich                                                                                          | 4      |       |   |   |   |    |    |     | 1952–1956, 1979/80              | 1      | 1      | 1    |
| | Puchar Austrii | ?      |       |   |   |   |    |    |     | od 1958                         | 0      | 0      | 1/2  |
| Austria                                                                                               | Bilans występów klubu w rozgrywkach piłkarskich Austrii (Stan na 31 maja 2019 r.)                                  |        |       |   |   |   |    |    |     |                                 |        |        |      |

## Struktura klubu

### Stadion
Klub piłkarski rozgrywa swoje mecze domowe na stadionie Franckviertel Arena w Linzu o pojemności 1000 widzów. Wcześniej grał na Linzer Stadion o pojemności 25 138 widzów.

### Inne sekcje
Klub prowadzi drużyny dla dzieci i młodzieży w każdym wieku. Funkcjonuje również sekcja piłki nożnej kobiet.

## Kibice i rywalizacja z innymi klubami

### Derby
- FC Blau-Weiß Linz
- FC Linz
- LASK Linz